# أراش كمال فاند
أراش كمال فاند (بالفارسية: آرش کمالوند) هو لاعب كرة طائرة إيراني سابق، وُلد في 11 مايو 1989 في خرم آباد. لعب في مركز الضارب الخارجي ضمن صفوف منتخب إيران لكرة الطائرة للرجال بين عامي 2009 و2013. حصل أراش على جائزة أفضل لاعب في بطولة آسيا لكرة الطائرة للرجال 2011.

## الإنجازات

### مع المنتخب الوطني
- بطولة آسيا لكرة الطائرة للرجال[الإنجليزية]
  - الميدالية الذهبية (1): بطولة آسيا لكرة الطائرة للرجال 2011
- الكرة الطائرة في دورة الألعاب الآسيوية
  - الميدالية الفضية (1): الكرة الطائرة في دورة الألعاب الآسيوية 2010
- كأس الاتحاد الآسيوي للكرة الطائرة للرجال[الإنجليزية]
  - الميدالية الذهبية (1): كأس آسيا لكرة الطائرة للرجال 2010
- بطولة آسيا تحت 20 سنة لكرة الطائرة للرجال[الإنجليزية]
  - الميدالية الذهبية (1): بطولة آسيا لكرة الطائرة للشباب تحت 20 سنة 2008
- بطولة آسيا للشباب لكرة الطائرة[الإنجليزية]
  - الميدالية الذهبية (1): بطولة آسيا للناشئين لكرة الطائرة 2007

### على مستوى الأندية
- بطولة العالم لأندية الكرة الطائرة للرجال
  - الميدالية البرونزية (1): بطولة العالم لأندية الكرة الطائرة للرجال 2010 (بايكان)
- الدوري الإيراني الممتاز للكرة الطائرة[الإنجليزية]
  - البطولة (1): الدوري الإيراني الممتاز للكرة الطائرة 2009–10 (بايكان)

### الجوائز الفردية
- أفضل لاعب (MVP): بطولة آسيا لكرة الطائرة للرجال 2011

## وصلات خارجية
- السيرة الذاتية على موقع الاتحاد الدولي لكرة الطائرة

1. ↑  WorldofVolley (بالإنجليزية), QID:Q56259959